# Jorma Ojanaho
Jorma Ojanaho (ur. 23 lutego 1970) – fiński strongman.
Mistrz Finlandii Strongman w roku 1996.
Wymiary:
- wzrost 188 cm
- waga 136 kg

## Osiągnięcia strongman
- 1993
  - 4. miejsce - Mistrzostwa Finlandii Strongman
- 1994
  - 3. miejsce - Mistrzostwa Finlandii Strongman
- 1996
  - 1. miejsce – Mistrzostwa Finlandii Strongman
  - 6. miejsce – Mistrzostwa Świata Strongman 1996
- 1997
  - 3. miejsce - Mistrzostwa Finlandii Strongman